# Il bacio
Pour plus de détails, voir Fiche technique et Distribution.
Il bacio est un film dramatique italien réalisé par Mario Lanfranchi et sorti en 1974.
Il est adapté du roman Il bacio d'una morta (it) de Carolina Invernizio paru en 1886. Dans la même année 1974, Carlo Infascelli a réalisé un film d'épouvante fantastique adapté du même ouvrage, intitulé Le Baiser d'une morte (Il bacio di una morta).

## Synopsis
La comtesse Elena Rambaldi a un frère naturel, Alfonso, détesté par le vieux comte Rambaldi et banni de sa maison. Le vieux comte meurt d'un infarctus le jour où il trouve Alfonso et sa sœur tendrement enlacés. Elena, héritière universelle de la fortune familiale, rencontre Guido par hasard et a le coup de foudre pour lui. Elle l'épouse en lui accordant le titre familial et ils font ensemble leur lune de miel à Venise. Dans l'atmosphère interlope de la cité lagunaire, Guido est séduit et piégé par la perfide danseuse Nara, désireuse de mettre la main sur le titre et la fortune des Rambaldi. Nara n'a aucun mal à faire passer pour un adultère une rencontre clandestine entre Elena et Alfonso, qui est sur le point de partir en Amérique ; elle tente ensuite d'empoisonner la comtesse sous les yeux de son mari drogué et inconscient. Cependant, lorsque Alfonso va donner un dernier baiser à sa sœur, déjà couchée dans son cercueil, il découvre qu'elle est vivante et la ramène à Venise. Guido commence à avoir des apparitions fugaces des présumés morts, regrette sa faute et se détourne de Nara, qui se venge en le traînant en justice. Le procès se terminerait mal pour le comte si Elena elle-même n'apparaissait pas pour éclaircir le mystère. 

## Fiche technique

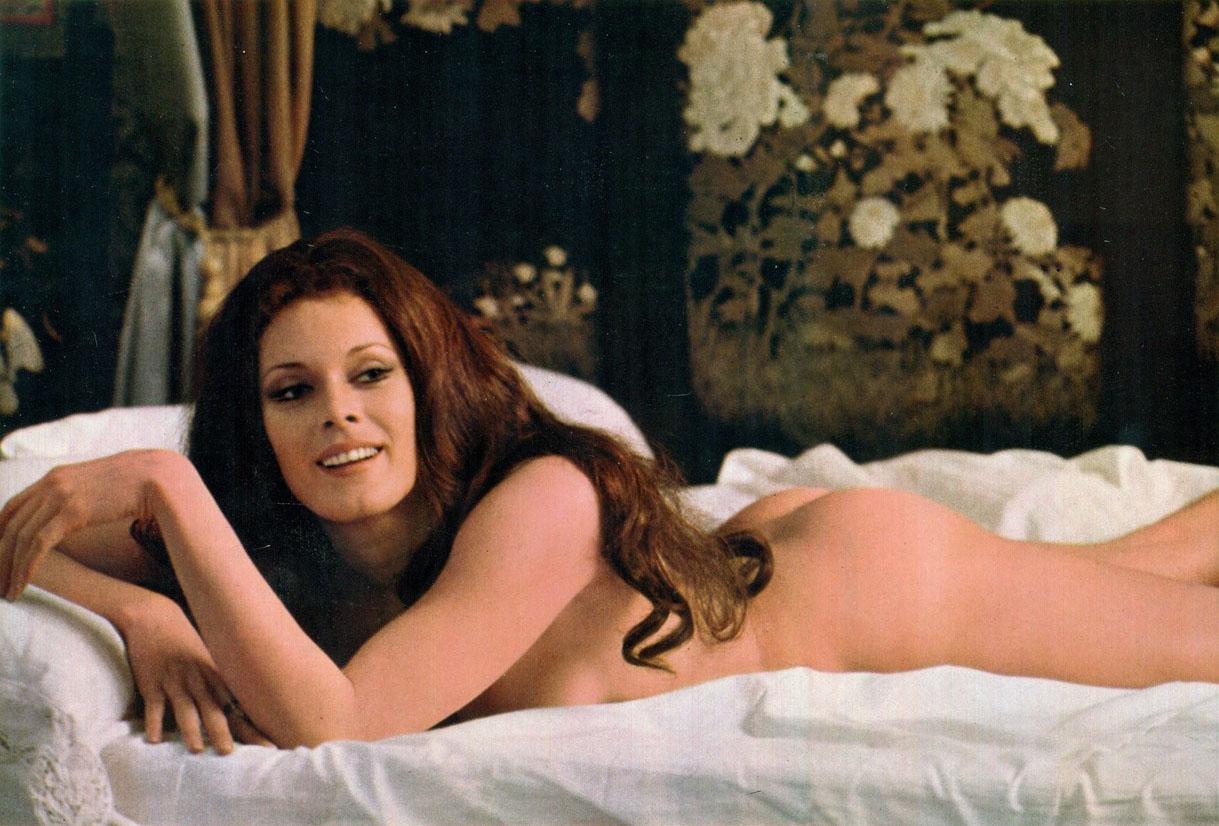
Martine Beswick dans une scène du film.

- Titre original italien : Il bacio[1]
- Réalisation : Mario Lanfranchi
- Scenario : Mario Lanfranchi, Pupi Avati d'après le roman Il bacio d'una morta (it) de Carolina Invernizio paru en 1886
- Photographie :	Claudio Collepiccolo
- Montage : Luciano Anconetani
- Musique : Piero Piccioni
- Décors et costumes : Giancarlo Bartolini Salimbeni (it)
- Société de production : InterVision
- Pays de production :  Italie
- Langue originale : Italien
- Format : Couleurs - Son mono - 35 mm
- Durée : 105 minutes
- Genre : Drame historique
- Dates de sortie :
  - Italie : 22 août 1974
- Interdit aux moins de 16 ans (Nudité)

## Distribution
- Maurizio Bonuglia : Guido Rambaldi
- Eleonora Giorgi : Elena
- Martine Beswick : Nara
- Valentina Cortese : Madame Lixen
- Massimo Girotti : Duke Dazzi
- Brian Deacon : Alfonso
- Vladek Sheybal : porteur d'hôtel

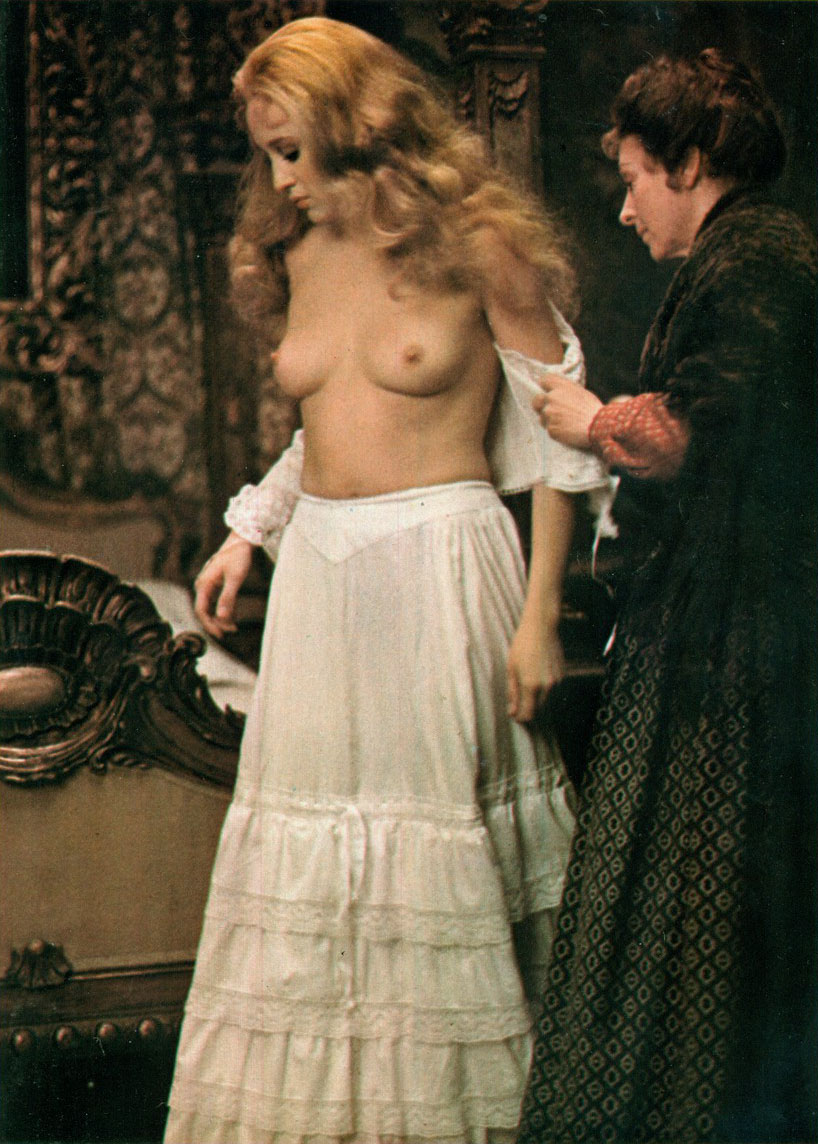
Eleonora Giorgi sur le plateau de tournage dIl bacio.

- Gianni Cavina Gelsomino, le carabinier
- Barbara Lory Paola
- Ines Pellegrini : Myosotis
- Antonio Pierfederici :
- Luigi Zerbinati :
- Franca Maresa :
- John Karlsen (non crédité) : Friedrich